# 왕충후이

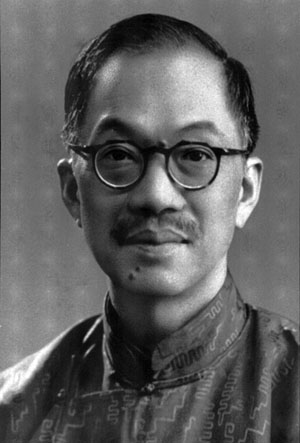
왕충후이

왕충후이(王寵惠, 1881년~1958년)는 1912년 중화민국의 건립 시부터 1958년 그가 사망할 때까지 중화민국을 위해 헌신한, 저명한 중국의 법학자, 외교관, 정치인이다.
그는 중화민국 건립의 아버지 쑨원과 가까운 관계였으며, 중국 국민당의 활동적인 구성원, 헤이그의 상설국제사법재판소의 판사였다.

## 어린 시절
왕은 1881년 홍콩에서 태어나 1900년 페이양 대학교를 졸업하였고 이곳에서 그는 법을 공부했다. 상하이 자오퉁 대학에서 잠시 동안의 교육 이후 1901년 그는 일본에서 공부를 계속해나갔으며 나중에 미국으로 여행을 떠나 캘리포니아 대학교와 예일 대학교를 재학하였다. 1905년 예일 법학대학원에서 민법 박사 학위를 받았다. 왕은 1907년 미들 템플 법학원에서 법정 변호사가 되었다. 같은 해에 (1896년의) 독일 민법을 영어로 번역하여 출판하였다. 1907년과 1911년, 영국과 프랑스에서 비교법학을 공부했다.
1911년 가을 런던에서 중국으로 귀환한 다음 10월 10일 왕가를 반대하는(anti-dynastic) 신해혁명이 발발했을 때 천치메이의 고문이자 상하이시의 혁명 군정부 장관이 되었다. 난징회의에서 광둥을 대표하였고 중화민국 임시정부 외교총장에 임명되었다.

## 상하이
1912년, 왕충후이는 중화민국의 첫 외교 장관으로 임명되었다. 위안스카이가 대두된 이후 왕충후이는 탕사오이 내각의 법무 장관으로 임명되었다. 그는 중화민국의 1912년 임시 헌법의 초안 작성에 참여하였다. 탕사오이는 1912년 6월 물러났고 한 달 뒤 왕충후이 또한 사직했다. 상하이시로 이사한 다음 푸단 대학의 부총장, 중화서국의 최고 편집장을 맡았다.

## 광저우
위안스카이에 반대하는 초기에 일부 주요 정치 문제에 물러나 있었으나 1916년 5월 량치차오와 차이오를 단장으로 하는 광둥의 군사위원회의 외무 부청장이 되었다.
왕충후이는 1920년 중국대법원의 수석재판관으로 임했고 1922년 6월 리위안훙의 북경의 법무부 장관으로 일했다. 1922년 9월부터 11월까지 잠시 수상을 맡았다. 1923년부터 1925년까지 헤이그의 상설 국제 사법 법원의 대리 판사로 일했다.

## 베이징
왕충후이는 1925년 북경으로 돌아왔다.
1942년, 왕충후이는 중국최고방위협의회의 사무총장이 되었다.

## 타이페이
왕충후이 박사는 1945년 미국 샌프란시스코의 유엔의 중국 대표 일원이었다. 중국으로 복귀한 뒤 그는 태평양 전쟁 범죄 조사를 위한 극동 위원회의 감독을 역임했다. 당시 왕충후이는 중화민국 헌법의 구성을 작업하였으며 1947년 1월 1일 공표되었다. 1948년, 타이완 중앙연구원의 구성원으로 선출되었고 또다시 법무 장관이 되었다. 1949년 중국 본토가 중국공산당으로 무너지자 왕충후이는 중화민국 타이베이시로 편입되었다.
타이완에 재정착한 왕충후이는 중국 국민당의 중앙개혁위원회에서 일했고 아들 왕다홍은 타이완의 중요한 건축가로서 타이완의 모더니스트 건축의 선구자들 가운데 한 명으로 인식된다.